# William S. Beardsley
William Shane Beardsley (* 13. Mai 1901 in Beacon, Mahaska County, Iowa; † 21. November 1954 bei Des Moines, Iowa) war ein US-amerikanischer Politiker (Republikanische Partei) und von 1949 bis 1954 der 31. Gouverneur des Bundesstaates Iowa.

## Frühe Jahre und politischer Aufstieg
Als Sohn eines Apothekers besuchte auch William Beardsley eine entsprechende Schule. In seinem Falle war es das Bowen Institute of Pharmacy, an dem er im Jahr 1921 seinen Abschluss machte. Danach eröffnete er selbst in dem Ort New Virginia eine Apotheke. 
Zwischen 1933 und 1941 gehörte Beardsley dem Senat von Iowa an, von 1947 bis 1948 war er Abgeordneter im Repräsentantenhaus des Staates. Nebenbei war er auch Viehzüchter auf seiner Farm in New Virginia. Im Repräsentantenhaus betrieb er eine innerparteiliche Opposition gegen den amtierenden Gouverneur Robert Blue, den er dann bei den Gouverneursvorwahlen im Jahr 1948 auch schlagen konnte. Anschließend wurde er auch zum Gouverneur seines Staates gewählt.

## Gouverneur von Iowa
William Beardsley trat sein neues Amt am 13. Januar 1949 an. In den Jahren 1950 und 1952 wurde er jeweils im Amt bestätigt. In seiner Amtszeit wurden die Unfallentschädigungen für Arbeiter erhöht, die Autobahnpolizei verstärkt, Glücksspiele verboten und Schulen und der Straßenausbau gefördert. Die Kriegsveteranen erhielten einen Sonderbonus. Beardsley erklärte schon frühzeitig,  1954 nicht erneut als Gouverneur kandidieren zu wollen. Noch vor Ablauf seiner Amtszeit starb er am 21. November 1954 bei einem Autounfall in der Nähe von Des Moines. Mit seiner Frau Charlotte Manning hatte er fünf Kinder.